# حلقه گورنشتاین
در جبر جابجایی، یک حلقه موضعی گورنشتاین (به انگلیسی: Gorenstein Local Ring)، حلقه جابجایی موضعی نوتری چون {\displaystyle R} است که بعد تزریقی آن به عنوان یک {\displaystyle R}-مدول متناهی است. شرایط معادل زیادی وجود دارد که برخی از آن ها در ادامه فهرست خواهند شد، اغلب آن ها به شکلی می گویند که حلقه گورنشتاین دوگان خودش است.
حلقه‌های گورنشتاین توسط گروتندیک در سمینار ۱۹۶۱ مطرح شد (که در (هارتشورن ۱۹۶۷) چاپ شده است). این نام از خاصیت دوگانیتی نشأت می گیرد که توسط گورنشتاین (۱۹۵۲) (نقل شده که گورنشتاین خود تعریف حلقه گورنشتاین را درک نمی کرد.) هنگام مطالعه بر روی خم های مسطح تکین رؤیت شدند. حالت صفر-بعدی توسط (مکالی ۱۹۳۴) مطالعه شده است. (سر ۱۹۶۱) و (باس ۱۹۶۳) مفهوم حلقه های گورنشتاین را بین ریاضیدانان تبلیغ کرده و عمومیت دادند.
حلقه های فروبنیوس مشابه ناجابجایی حلقه های گورنشتاین صفر-بعدی هستند. اسکیم های گورنشتاین نسخه هندسی حلقه های گورنشتاین هستند.
برای حلقه های موضعی نوتری، زنجیره شمول زیر برقرار است:
حلقه‌های کتناری ⊃  حلقه‌های کوهن-مکالی ⊃ حلقه‌های گورنشتاین ⊃ حلقه‌ها اشتراک کامل ⊃ حلقه‌های موضعی منظم